# Ernst Rolf
Ernst Ragnar Rolf, ursprungligen Johansson, född 20 januari 1891 i Falun, död 25 december 1932 i Stockholm, var en svensk sångare, skådespelare och revykung. Rolf var under mellankrigstiden en av de stora personligheterna inom svensk underhållningsteater.

## Biografi

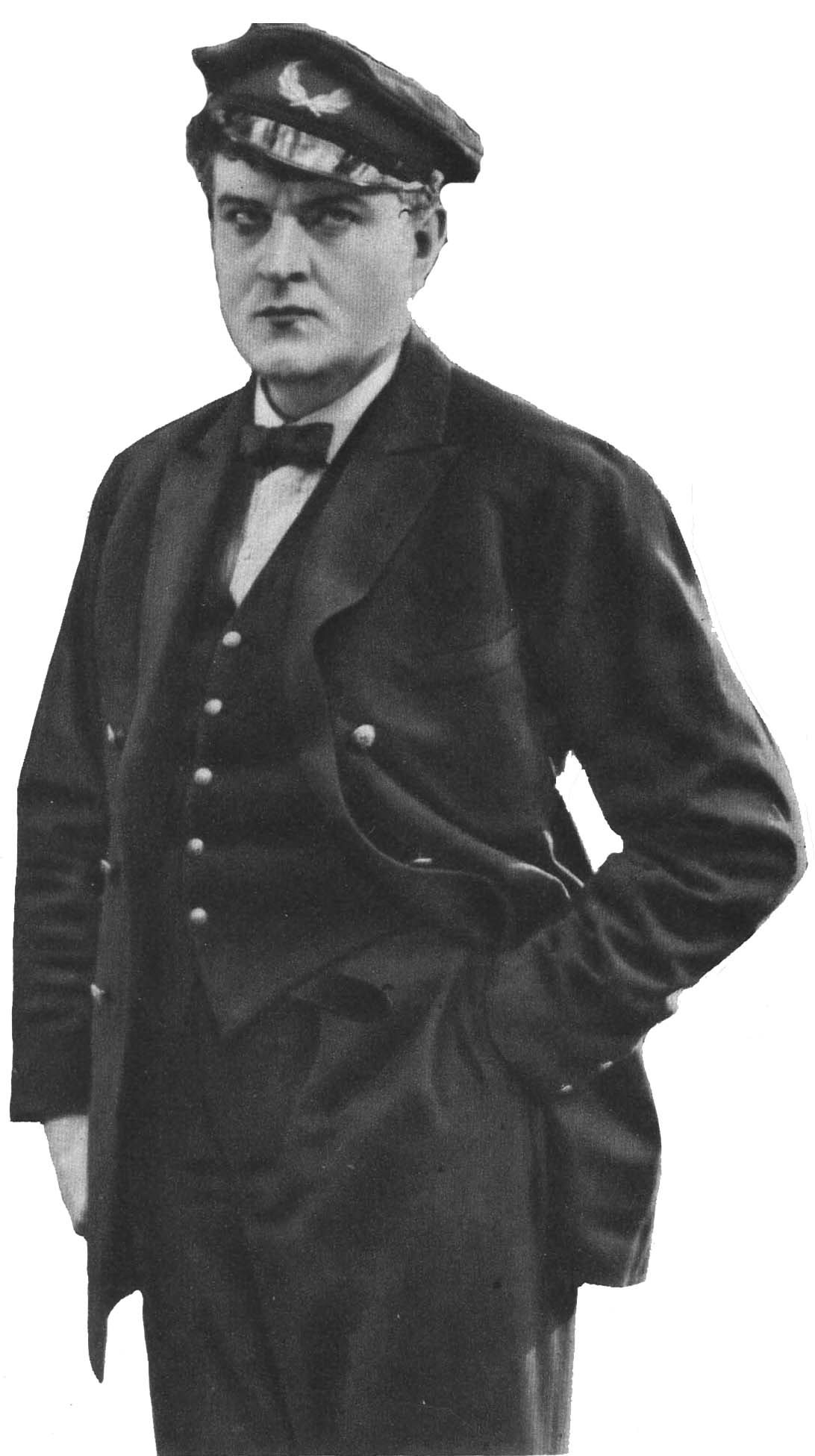
Ernst Rolf i titelrollen i filmatiseringen av Styrman Karlssons flammor (1925).

### Uppväxt
Ernst Ragnar Johansson föddes i Falun. Fadern Klas Albert Johanson var skräddare och familjen bodde på en liten gård i Elsborg, nära Falu koppargruva. Rolf var ett musikaliskt barn och uppträdde ofta på IOGT tillsammans med sin äldre bror Birger, som spelade piano.
Efter skolgång vid läroverket i Västerås fick han anställning vid ASEA där. Hösten 1906 började han arbeta på postorderfirman Åhlén & Holm i Insjön. Han blev här bekant med tryckeriföreståndaren Ragnar Åkerblom, som skrev lokalrevyer och uppträdde som bondkomiker. Ragnar Johansson och Ragnar Åkerblom blev senare partner i artistduon Hammarlund & Schröder.

### Karriär
Redan året därpå, 1907, slutade han på Åhlén & Holm och började turnera som skådespelare och vissångare. 1908 fick han anställning som skådespelare hos Axel Engdahl i Göteborg, efter en kort tid där övergick han till Axel Hultman, där han bytte efternamn till Rolf. Han var därefter knuten till en rad olika sällskap och turnerade både i Sverige och övriga Norden som kuplettsångare. 1913 uppträdde han på Berns i Stockholm, 1917–1918 var han det ledande namnet på Fenixkabarén där. Från 1921 framförde han egna revyer på olika Stockholmsscener.
Samtidigt med skådespeleriet uppträdde han som vissångare av bond- och beväringsvisor. Ernst Rolf hade en förmåga att hitta melodier som fastnade i folks sinnen. Många av våra vanligaste allsånger kommer just från Ernst Rolf-revyerna. Hit kan räknas Ju mer vi är tillsammans … och Jag är ute när gumman min är inne. 1915 startade han Ernst Rolfs musikförlag, som senare ombildades till aktiebolag.
Bland dem som författat texter åt Ernst Rolf finns pseudonymerna Fritz-Gustaf, Herr Dardanell, Berco, Nils-Georg, Gösta Stevens och Dix Dennie. Rolf skivdebuterade den 12 oktober 1910 med tre titlar på bolaget Gramophone, som var en föregångare till His Master's Voice. Han blev en av sin tids mest produktiva grammofonartister. Enligt en 1991 utgiven diskografi gjorde han sammanlagt 851 skivinspelningar. Under senare delen av sin karriär var han uteslutande knuten till det stora bolaget Odeon.
Den 1 januari 1924 hade revyn Lyckolandet premiär på Oscarsteatern. Den innebar, enligt NE, en helt ny teaterform för Sverige, där kabaré blandades med amerikansk show.
Utöver sina revyer medverkade Rolf i ett fåtal filmer, däribland en filmatisering av det populära lustspelet Styrman Karlssons flammor (1925). Hans skådespelartalang var dock begränsad, och filmen gav honom inte möjlighet att använda den förmåga till direktkontakt med publiken som var en av hans stora sceniska talanger. Rolf var också affärsman och drev eget musikförlag samt två egna kortlivade skivbolag: Rolf Winner Succès (1918–20) och Rolf Succés (1919–20).

### Privatliv

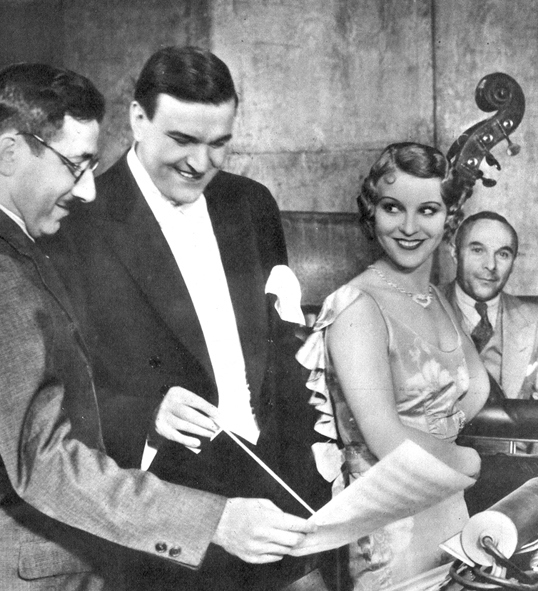
Ernst och Tutta Rolf i Hollywood sommaren 1930.

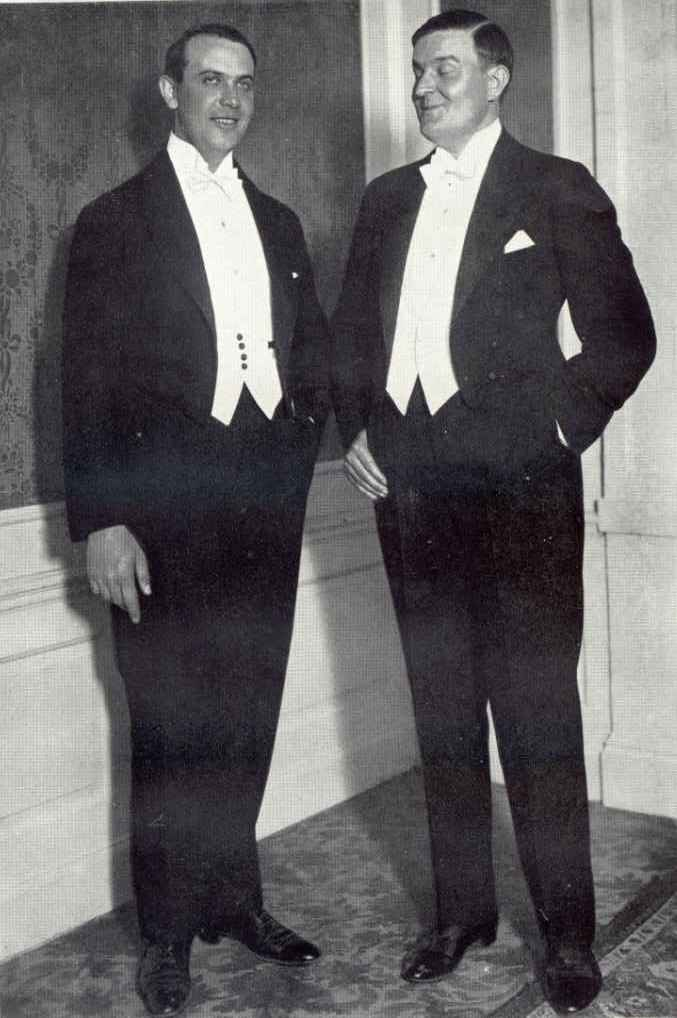
Karl Gerhard (till vänster) och Ernst Rolf, 1930.

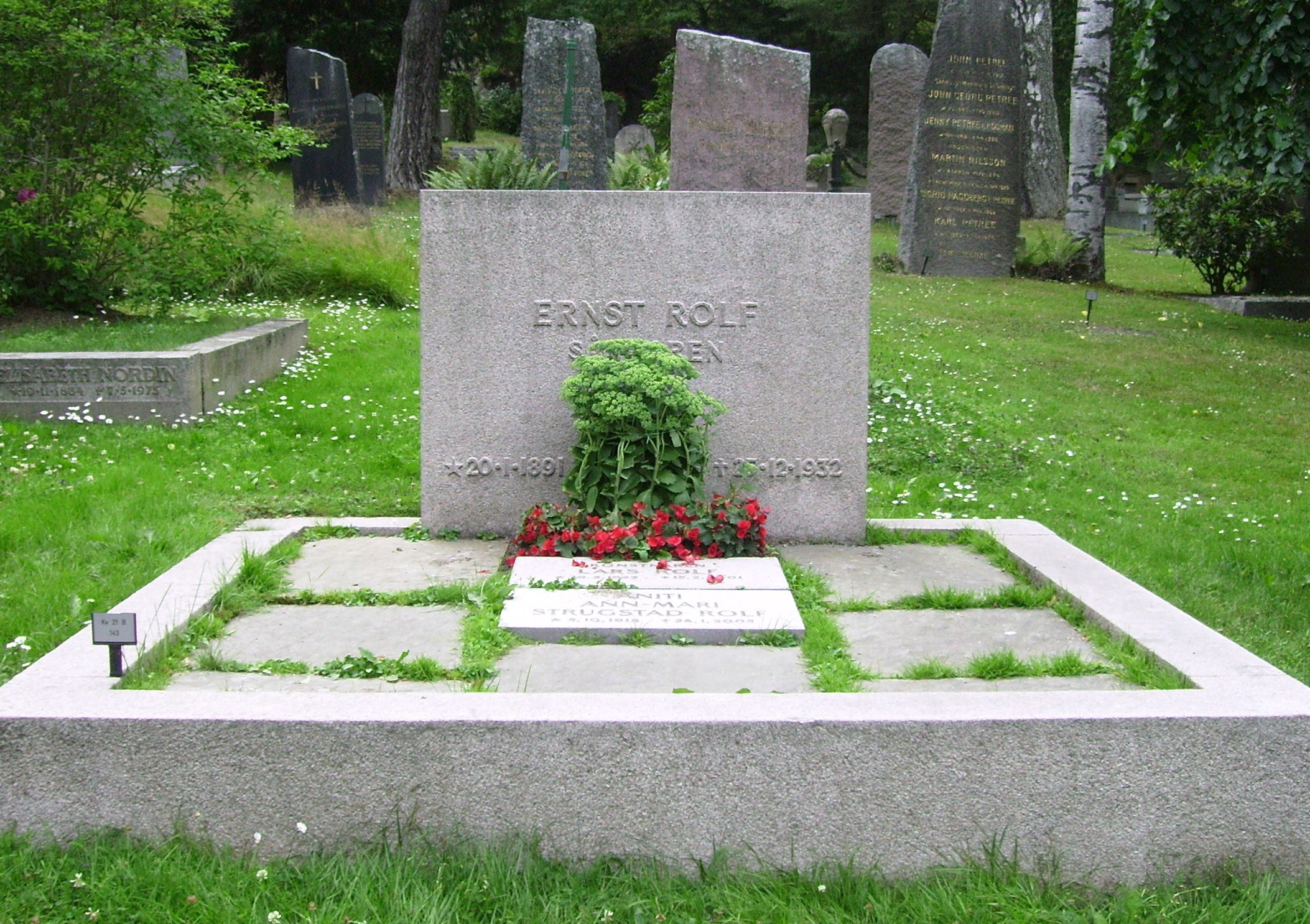
Gravvården på Norra begravningsplatsen i Solna kommun.

Ernst Rolf var son till skräddaren Klas Albert Johansson och Emma Karolina Wikström. Han var gift tre gånger. Första gången gifte han sig den 30 mars 1916 i Kristiania med Margit Strugstad (1881–1955) från Trondheim, Norge, dotter till generalmajoren Oscar Sigvald Julius Strugstad och Hilda Louise Andersen. Med henne fick han barnen Sven-Erik Rolf 1917 och Ann-Mari 1919 (död 2005). Detta äktenskap upplöstes 1924. Ann-Mari Strugstad Rolf var 1951–1960 gift med norske filmaren Per Høst.
Andra gången gifte han sig den 28 juni 1924 i Vansö med kostymtecknaren Gueye Rolf (1902–1973), dotter till musikfanjunkaren Gustaf Knut Leonard Wetterstrand och Rosa Giovannina Bragoli. Tillsammans fick de sonen Lars Rolf 1923. Äktenskapet upplöstes 1927.
Tredje gången gifte han sig den 9 september 1930 i Stockholm med skådespelaren Tutta Rolf (1907–1994), dotter till montören Bernhard Ingvald Berntsen och Karen Andersen. De fick 1931 sonen Tom Rolf som blev filmklippare i Hollywood.

### Slutet
Ernst Rolf var ombytlig till humöret, och ohälsa tvingade honom ofta till längre overksamma perioder. Rolf avled juldagen 1932, av lunginflammation som han ådragit sig efter att ha kastat sig i sjön. Dessförinnan hade han flera gånger försökt eller hotat med att begå självmord. Frågan om huruvida Ernst Rolfs död skulle betraktas som självmord blev en tvist mellan Tutta Rolf och försäkringsbolaget Svenska Lif som drevs ända upp i Högsta domstolen. Majoriteten i Högsta domstolen fann att Rolfs död inte skulle betraktas som ett självmord eftersom han inte haft uppsåt att dö på det sätt han gjorde, medan minoriteten ansåg att hans medvetna risktagande ändå gjorde att det borde betraktas som ett självmord.
Begravningståget genom Stockholm på nyårsdagen kantades av 40 000 sörjande åskådare. Rolf är begravd på Norra begravningsplatsen i Stockholm.

## Eftermäle
År 1983 gjordes en nordisk samproduktion om Ernst Rolfs liv; Lykkeland. TV-serien i tre delar sändes på NRK med början i december 1983 och i SVT i januari 1984.
Sommaren 1985 öppnades Rolfs barndomshem i Falun för allmänheten under namnet Ernst Rolf-gården.
År 2024 kom romanen "Bara glädje hjärtat rymmer" skriven av Moa Eriksson Sandberg, som handlar om äktenskapet med Tutta, och de sista åren i Ernst Rolfs liv. 

## Filmografi
- 1919 – Åh, i morron kväll
- 1925 – Styrman Karlssons flammor
- 1932 – Hans livs match
- 1932 – Rolfexpressen

## Kända sånger i urval
- 1920 – "Ju mer vi är tillsammans"
- 1923 – "Bättre och bättre dag för dag"
- 1927 – "De' ä' grabben med chokla' i"
- 1928 - "Öckerövalsen"
- 1928 - "Riala-jazzen"
- 1931 - "Ensam på en krog i Hamburg"

## Rolf-revyer i urval
- 1920 – Kvinnan du gav mig
- 1921 – Bolsjevikdiamanten, Intima teatern[13]
- 1924 - Rolfsrevyn, Oscarsteatern
- 1924 – Lyckolandsrevyn (Lyckolandet)
- 1925 – Leve kvinnan
- 1927 – Rolf-Revyn
- 1928 – Rolfs Jubileumsrevy
- 1930 – Rolfs Revy
- 1931 – Rolfs Revy av Karl Gerhard
- 1932 – Rolfexpressen ut i det blå

### Fotnoter
1. ↑  Kristine födelsebok Riksarkivet
2. ↑  Danderyds dödbok Riksarkivet
3. 1 2 3  Rolf, Ernst i Svenska män och kvinnor (1949)
4. ↑  Etthundra år 1891–1991: 24 originalinspelningar från åren 1924–1932, Ernst Rolf, utgiven år 1991 av Ancha. ANC 9094-2. CD-häfte s. 2–4.
5. ↑  Sverige 1900-talet – 1924, NE, Bra Böcker, 2000
6. 1 2 3  Ericson, Uno Myggan: Ernst Rolf i Svenskt biografiskt lexikon (1998-2000), hämtad 2014-04-16.]
7. ↑  Lindorm, Erik (1979). Gustaf V och hans tid 1907–1918. sid. 415. ISBN 91-46-13376-3
8. ↑  Per Høst i Norsk Biografisk Leksikon
9. 1 2  Lindström, Hans F (15 februari 2016). ”Ernst Rolf: Glädjens monark hade ingen säck att lägga sorgerna i | Minnenas Journal”. https://www.land.se/retro/ernst-rolf-gladjens-monark-hade-ingen-sack-att-lagga-sorgerna-i/. Läst 3 november 2019.
10. ↑  ”Öppet Fall: Ernst Rolfs livförsäkring”. Lunds universitet. https://www.jur.lu.se/#!oppetfall. Läst 26 april 2021.
11. ↑  Hitta graven
12. ↑  ”Bara glädje hjärtat rymmer”. www.nok.se. https://www.nok.se/titlar/allmanlitteratur-skonlitteratur/Bara-gladje-hjartat-rymmer/c2ee5e69-7580-46ed-9ac7-640f214b2531. Läst 20 maj 2025.
13. ↑  Den blyge (9 juni 1921). ”Rolfrevyn på Intiman”. Dagens Nyheter:  s. 6. http://arkivet.dn.se/arkivet/tidning/1921-06-09/152/6. Läst 28 maj 2016.

### Diskografier
- Liliedahl, Karleric; Englund, Björn (1991). Ernst Rolf. Svenska diskografier, 0348-8624 ; 6. Stockholm: Arkivet för ljud och bild. Libris 8216656